# Hughes D-2
El Hughes D-2 fue un proyecto de caza y bombardero estadounidense iniciado por Howard Hughes. Nunca se procedió más allá de la fase de pruebas de vuelo, pero se considera la inspiración para el posterior Hughes XF-11.

## Diseño y desarrollo
En 1937, Howard Hughes inició el diseño de un avanzado interceptor bimotor de doble botalón, con la esperanza de interesar al Cuerpo Aéreo del Ejército de los Estados Unidos (USAAC) en su adquisición. El diseño era algo parecido al Lockheed P-38 Lightning que ganó la competición de diseño del USAAC en 1939. Hughes declaró más tarde en el Senado estadounidense que Lockheed le había robado el diseño, aunque esto fue desmentido por muchos otros. En vez de abandonar el proyecto, como más tarde relató en la investigación del Senado de 1947, "decidió diseñar y construir desde la base, y con mi propio dinero, un avión totalmente nuevo que sería tan sensacional en su rendimiento que el Ejército tendría a aceptarlo".
La mayor parte del fuselaje del DX-2 se fabricó de contrachapado Duramold, un contrachapado unido por plástico moldeado con calor y a alta presión. Este material era ventajoso desde un punto de vista aerodinámico y de carencia de materiales, pero era difícil de trabajar, y fue rechazado por el USAAC por no ser lo suficientemente robusto. Inicialmente, el avión iba a ser equipado con rueda de cola, pero el tren de aterrizaje fue cambiado más tarde a una configuración de triciclo con las unidades principales del tren de aterrizaje retrayéndose en los botalones gemelos y la rueda de morro haciéndolo hacia atrás y girando 90 grados para descansar plana en el pequeño fuselaje central. Las plantas motrices habrían sido un par de motores radiales Wright R-2160 Tornado experimentales de 42 cilindros, refrigerados por líquido. El D-2 fue construido en secreto en la fábrica de Hughes en Culver City, California, con el viejo asociado, Glenn Odekirk, proporcionando los datos de ingeniería. El secretismo también alcanzó a los oficiales del USAAC, especialmente cuando Hughes denegó el acceso a la planta al Mando de Material. El USAAC había solicitado información acerca del progreso del proyecto, pero no entró en un contrato formal hasta 1944. El montaje final y las pruebas de vuelo se realizaron en las instalaciones del Harper Dry Lake de Hughes en el Desierto del Mojave. El D-2 acabado parecía un P-38 sobreescalado, pero, sobre el papel, prometía mejores prestaciones; el Cuerpo Aéreo lo comparó repetidamente con el Lockheed XP-58 Chain Lightning.
Las dificultades encontradas en la obtención de los motores Wright Tornado condujeron a su sustitución por los probados Pratt & Whitney R-2800.
Al proyecto se le dieron numerosas designaciones, incluyendo D-2, DX-2, DX-2A, D-3, D-5, XA-37 y XP-73. Los nombres reflejaban las dificultades en el desarrollo, cambiando el énfasis de misión, y la incertidumbre del USAAC sobre cómo usar el avión. En junio de 1942, un memorando de las USAAF declaraba:
"Hughes Model DX-2A. Ha sido presentado como modelo de protector de convoyes, de destructor de convoyes, de avión de persecución, de caza, y de bombardeo ligero. Como más había durado era como protector de convoyes, pero la última especificación que será usada en las negociaciones lo denomina como caza. Si el avión actual es completado como arma militar, tendrá un armamento sustancialmente igual al del XP-58. Su única reclamación para ser un bombardero es el hecho de estar equipado con puertas de la bodega de bombas. Dado que será comprado en su forma comercial... se considera recomendable denominarlo XP-73 en aras a la administración del contrato".
Por tanto, XP-73 fue una designación temporal aplicada al D-2 después de que el Mando de Material en Wright Field obtuviera la aprobación para comprar "un avión Hughes D-2 en su forma comercial presente como prototipo...". En el lapso de tres días, el D-2 había sido redesignado como XA-37 por razones de administración de un contrato. Sin embargo, los ingenieros del Mando de Material se opusieron al avión vehementemente, en parte porque estaba construido de madera en lugar de aluminio, y en parte porque creían que el señor Hughes no tenía la capacidad industrial ni de dirección para producir realmente el avión. Así que ninguna de las anteriores designaciones de las USAAF fue aplicada realmente a ningún avión; al final, solo fueron entregados dos prototipos XF-11 y una maqueta.
Debido al alto perfil político y público del señor Hughes, el programa era altamente controvertido. En julio de 1942, el presidente Franklin D. Roosevelt había solicitado información y progreso del avión al jefe de las USAAF, el general Henry "Hap" Arnold. De nuevo en agosto-septiembre de 1943, el presidente y el personal de la Casa Blanca discutieron el progreso de Hughes con Arnold, que después dio la orden de comprar 100 unidades del derivado F-11.

## Historia operacional

### Pruebas
Después de que el D-2 hubiera sido preparado para el vuelo en 1942, Hughes se hizo cargo él mismo de las pruebas de vuelo. Sin embargo, tras unos breves saltos, fue evidente que las altas fuerzas de control eran un problema. Cuando finalmente se realizaron las pruebas completas de vuelo en 1943, las modificaciones aún no se habían hecho para corregir este problema. Hughes llegó de mala gana a la conclusión de que el D-2 necesitaba modificaciones mayores, incluyendo un completo rediseño de las alas y un cambio en la sección de la superficie sustentadora. La sección central del ala, que era continua hasta la góndola del fuselaje, se revisó para aumentar el tamaño de la propuesta bodega de bombas. A raíz de estos cambios, al avión se le asignó la designación de compañía D-5. Después de solo unos pocos vuelos de pruebas, el único avión fue abandonado y el posterior desarrollo del subsiguiente F-11 se realizó en Culver City.

### Consecuencias
En agosto de 1943, el coronel Elliott Roosevelt, el hijo del Presidente y luego jefe de la Northwest African Photographic Reconnaissance Wing, dirigió un distinguido equipo con la tarea de evaluar varios proyectos de aviones de reconocimiento estadounidenses. Fue profusamente entretenido por Howard Hughes y su personal, y el 20 de agosto había presentado a Arnold una brillante recomendación del D-2 con modificaciones de reconocimiento fotográfico. Roosevelt declaró que la entrega de un pequeño número de estos aviones ganaría la guerra en seis meses. Fue esta recomendación, compartida por Elliott con su padre el presidente, la que causó que el general Arnold ordenara el avión verbalmente, pasando por alto las repetidas objeciones del Mando de Material. El 11 de octubre de 1943, se firmó una carta de intenciones por 100 F-11, costando 48,5 millones de dólares.
El prototipo D-2, que nunca voló bien, fue destruido en un inexplicable fuego en Harper Dry Lake el 11 de noviembre de 1944. El avión se había convertido en el centro de una disputa entre las USAAF y Hughes, que reclamó que los militares pagasen sus costes de desarrollo originales. Las USAAF se negaron, y luego insistieron en inspeccionar el avión. Sin embargo, después del fuego se acordó la división de los costes al 50 %.
A mitad de 1944, Hughes entró en el contrato para desarrollar el derivado XF-11 de gran altura y alta velocidad. El proyecto en su totalidad fue examinado en detalle por el Comité de Investigación de Guerra del Senado en 1947. Esto condujo a las dramáticas y muy publicitadas comparecencias de Hughes-Roosevelt en agosto y noviembre de aquel año.

## Variantes
D-2, DX-2, DX-2A, D-3, D-5
Diferentes designaciones de fábrica del prototipo, uno construido.
XP-73
Designación dada por las USAAF como caza.
XA-37
Designación dada por las USAAF como bombardero.

## Especificaciones

### Características generales
- Tripulación: Uno (piloto, 2 tripulantes en su versión de bombardero)
- Longitud: 17,6 m (57,7 ft)
- Envergadura: 18,3 m (60 ft)
- Altura: 8,3 m (27,2 ft)
- Superficie alar: 57,2 m² (616 ft²)
- Peso cargado: 14 366 kg (31 662,7 lb)
- Planta motriz: 2× motor radial de 18 cilindros en dos filas refrigerado por aire Pratt and Whitney R-2800-49.
  - Potencia: 1500 kW (2068 HP; 2040 CV) cada uno.

### Rendimiento
- Velocidad máxima operativa (Vno): 697 km/h (433 MPH; 376 kt) a 7620 m (25 000 pies)
- Velocidad crucero (Vc): 441 km/h (274 MPH; 238 kt)
- Alcance: 1610 km (869 nmi; 1000 mi)
- Techo de vuelo: 10 975 m (36 007 ft)
- Régimen de ascenso: 13 m/s (2559 ft/min)

## Aeronaves relacionadas

### Secuencias de designación
- Secuencia P-_ (Cazas (Pursuit) del USAAS/USAAC/USAAF/USAF, 1924-1962): ← P-70 - XP-71 - XP-72 - P-73 - P-75 - P-76 - XP-77 →
- Secuencia A-_ (Aviones de Ataque del USAAS/USAAC/USAAF, 1924-1948): ← A-34 - A-35 - A-36 - A-37 - A-38 - A-39 - A-40 →